# Dolcevita (singolo)
Dolcevita è un singolo dei cantautori italiani Francesco Renga e Nek, pubblicato il 31 maggio 2024 e contenuto nella riedizione dell'album RengaNek.

## Descrizione
Il brano, scritto da Federica Camba, Daniele Coro e Diego Mancino, è prodotto da Daniele Coro.

## Video musicale
Il video musicale, diretto da Mattia Di Tella, è stato pubblicato il 5 giugno 2024 attraverso il canale YouTube di Francesco Renga.

## Tracce
Testi e musiche di Federica Camba, Daniele Coro, Diego Mancino.
1. Dolcevita – 2:55